# Madesimo
Madesimo – miejscowość i gmina we Włoszech, w regionie Lombardia, w prowincji Sondrio.
Według danych na rok 2004 gminę zamieszkiwały 582 osoby, 6,8 os./km².